# Diocesi di Bafia
La diocesi di Bafia (in latino Dioecesis Bafiensis) è una sede della Chiesa cattolica in Camerun suffraganea dell'arcidiocesi di Yaoundé. Nel 2022 contava 282.220 battezzati su 532.405 abitanti. È retta dal vescovo Emmanuel Dassi Youfang.

## Territorio
La diocesi comprende i dipartimenti di Mbam e Kim e Mbam e Inoubou, nella regione del Centro in Camerun.
Sede vescovile è la città di Bafia, dove si trova la cattedrale di San Sebastiano.
Il territorio si estende su 34.615 km² ed è suddiviso in 41 parrocchie.

## Storia
La prefettura apostolica di Bafia fu eretta il 6 luglio 1965 con la bolla Quo lex Evangelica di papa Paolo VI, ricavandone il territorio dall'arcidiocesi di Yaoundé.
L'11 gennaio 1968 la prefettura apostolica è stata elevata a diocesi con la bolla Adorandi Dei Filii del medesimo pontefice.

## Cronotassi dei vescovi
Si omettono i periodi di sede vacante non superiori ai 2 anni o non storicamente accertati.
- André Charles Lucien Loucheur, C.S.Sp. † (14 luglio 1965 - 21 dicembre 1977 dimesso)
- Athanase Bala, C.S.Sp. † (21 dicembre 1977 succeduto - 3 maggio 2003 ritirato)
- Jean-Marie Benoît Balla † (3 maggio 2003 - 31 maggio 2017 deceduto)
  - Sede vacante (2017-2020)[1]
- Emmanuel Dassi Youfang, dal 13 maggio 2020

## Statistiche
La diocesi nel 2022 su una popolazione di 532.405 persone contava 282.220 battezzati, corrispondenti al 53,0% del totale.
| anno | popolazione | popolazione | popolazione | presbiteri | presbiteri | presbiteri | presbiteri                | diaconi | religiosi | religiosi | parrocchie |
| anno | battezzati  | totale      | %           | numero     | secolari   | regolari   | battezzati per presbitero | diaconi | uomini    | donne     | parrocchie |
| ---- | ----------- | ----------- | ----------- | ---------- | ---------- | ---------- | ------------------------- | ------- | --------- | --------- | ---------- |
| 1970 | 53.308      | 153.417     | 34,7        | 19         |            | 19         | 2.805                     |         | 24        | 49        | 54         |
| 1980 | 76.555      | 215.055     | 35,6        | 26         | 4          | 22         | 2.944                     |         | 30        | 66        | 15         |
| 1990 | 89.414      | 273.000     | 32,8        | 18         | 7          | 11         | 4.967                     |         | 14        | 45        | 18         |
| 1999 | 130.400     | 301.750     | 43,2        | 18         | 10         | 8          | 7.244                     |         | 14        | 44        | 15         |
| 2000 | 131.430     | 307.700     | 42,7        | 20         | 11         | 9          | 6.571                     |         | 16        | 47        | 15         |
| 2001 | 143.258     | 321.480     | 44,6        | 21         | 14         | 7          | 6.821                     |         | 16        | 47        | 15         |
| 2002 | 197.054     | 325.000     | 60,6        | 21         | 14         | 7          | 9.383                     |         | 11        | 46        | 15         |
| 2003 | 197.100     | 330.000     | 59,7        | 20         | 13         | 7          | 9.855                     |         | 12        | 45        | 15         |
| 2004 | 202.953     | 400.000     | 50,7        | 22         | 14         | 8          | 9.225                     |         | 11        | 33        | 21         |
| 2006 | 209.360     | 411.540     | 50,9        | 27         | 15         | 12         | 7.754                     |         | 25        | 48        | 23         |
| 2012 | 239.572     | 443.423     | 54,0        | 41         | 24         | 17         | 5.843                     |         | 24        | 48        | 27         |
| 2015 | 247.716     | 449.759     | 55,1        | 46         | 30         | 16         | 5.385                     |         | 23        | 43        | 29         |
| 2018 | 255.998     | 482.675     | 53,0        | 58         | 40         | 18         | 4.413                     |         | 28        | 48        | 41         |
| 2020 | 268.625     | 506.600     | 53,0        | 64         | 46         | 18         | 4.197                     |         | 28        | 50        | 41         |
| 2022 | 282.220     | 532.405     | 53,0        | 66         | 50         | 16         | 4.276                     |         | 26        | 41        | 41         |